# Alexandre Odoïevski
Pour l’article homonyme, voir Vladimir Odoïevski.
Le prince Alexandre Ivanovitch Odoïevski (en russe : Алекса́ндр Ива́нович Одоевский), né le 8 décembre 1802 (26 novembre du calendrier julien) à Saint-Pétersbourg, mort le 27 août 1839 (15 août) au fort Lazarevski, est un officier et poète russe.

## Biographie
Il nait dans une famille issue des princes Riourik, plus précisément de la branche des ducs Novossilski, eux-mêmes issus des princes de Tchernigov, famille qui lui donna une éducation soignée, notamment en littérature. Il est le fils du prince Ivan Sergueïevitch (1769-1839), militaire de carrière, qui finit avec le grade de major-général, et de sa première épouse (et cousine germaine) la princesse Praskovia Aleksandrovna Odoïevska, son cousin germain Vladimir Odoïevski devenu orphelin sera élevé avec lui. En 1821, il entre comme cornette au régiment Konnogvardeïski (régiment des Gardes à cheval). Alors militaire, il se lie d'amitié avec Kondrati Ryleïev, Alexandre Bestoujev et Alexandre Griboïedov et devient membre de la Société du Nord. Il suit ces derniers dans le complot décembriste durant l'hiver 1824-1825 et participe à l'insurrection de la Place du Sénat le 14 décembre 1825. À la suite de celle-ci, il est emprisonné à la forteresse Pierre-et-Paul. Condamné à quinze ans de bagne en Sibérie, il passe la première année à Tchita, puis près du lac Baïkal, en 1833 il est transféré dans une colonie près d'Irkoutsk, puis dans le gouvernement de Tobolsk. Il écrit durant cette période différents poèmes dont Dimanche (1826) et Rêve d'un poète (1828), Trizna où il justifie son décembrisme, ainsi que d'autres dédiés à la mémoire de Venevitinovo, Griboïedova, dans Elegy (1829), il relate sa réflexion sur le sens et la désignation de leur lutte, évaluant la bataille dans la perspective avenir.
En 1837, l'Empereur réduisit sa peine et ordonna son intégration au régiment Dragounski en place dans le Caucase où il rencontra Mikhaïl Lermontov et Nikolaï Ogarev. Il meurt deux ans après sa libération de la malaria, l'endroit de sa sépulture est perdu. Lermontov lui dédia un poème À la mémoire de A.(Памяти А. И. О. : «Я знал его: мы странствовали с ним...» / «Je le connaissais : je me promenais avec lui ...»).

## Œuvres
Dix-sept de ses poèmes furent édités en recueil pour la première fois en 1862 à Leipzig, ce n'est qu'en 1883 que ses poèmes commencèrent à être édités à Saint-Pétersbourg, suivis d'une nouvelle édition en 1893 avec l'ajout de deux articles critiques.